# Dictionnaire général (Raymond)
Der Dictionnaire général de la langue française et vocabulaire universel des sciences, des arts et des métiers (Kurzname: Raymond) war ein Wörterbuch der französischen Sprache in 2 Bänden von 1832. Verfasser war François Raymond (* 1769).

## Inhalt und Auflagen
Dem dreispaltig gedruckten Wörterbuch von 1646 Seiten (A–L, M–Z) ging ein grammatischer Vorspann voraus (56 S.). Der Nachspann bestand aus einer vergleichenden Synonymik (39 S.), einem fünfspaltigen Personenlexikon (1–47) und einem ebenfalls fünfspaltigen Lexikon geographischer Namen (48–99, darin z. B. Prum). 1835 kam es zu einer zweiten, 1840 zu einer dritten Auflage.

## Zielsetzung
Der Ehrgeiz des Verfassers ging vor allem darauf, Wörter aufzunehmen, die bei den Konkurrenten fehlten. Damit reihte er sich ein in den Wettlauf um die (illusorische) Vollständigkeit des Wortschatzes, der mit dem  Dictionnaire universel de la langue française von Pierre-Claude Boiste begonnen hatte und vor allem den Fachwortschatz (vocabulaire des sciences, des arts et des métiers) betraf.

## Vollständiger Titel
Dictionnaire général de la langue française et vocabulaire universel des sciences, des arts et des métiers, Contenant, outre les mots de la langue usuelle, leurs définitions, leurs diverses acceptions, au propre et au figuré, les synonymes et les contraires, les locutions grammaticales, familières, proverbiales, etc., 10000 mots et 15000 acceptions (tous précédés d’une †) de plus que Boiste, Gattel, Laveaux, etc., et,
1. Les mots, termes, définitions, acceptions et exemples nouveaux, peu connus, oubliés, écartés, ou comme abandonnés depuis la première révolution française, sous le rapport de la religion, du clergé, de la Bible, de la théologie, du blason, des étiquettes de cour, de relation, de féodalité, de diplomatie, de localité, etc., et rétablis sous leur acception primitive.
2. Les mots et termes nouveaux des instruments aratoires, des mesures agraires, des outils des grosses et des petites forges, des compositions nouvelles, tant sèches que liquides, des aliments, des apprêts des mets, des pâtes, des liqueurs, des substances, des produits nouveaux de l’industrie, des meubles, des étoffes nouvelles en soie, laine ou coton, des instruments nouveaux de musique, etc.
3. Les mots nouveaux, oubliés ou peu connus dans les arts et métiers; - dans le commerce; - dans la banque; - dans l’agriculture; - dans l’art militaire; - dans la marine; - dans la littérature et les sciences; - dans l’art militaire et la maréchalerie, etc.; - dans l’histoire naturelle, animale, végétale et minérale, les pierres précieuses, les pétrifications, les fossiles, etc.
4. Les termes de l’ancien et du nouveau droit, de la médecine, chirurgie, pharmacie, chimie anciennes et nouvelles.
5. Les titres et les qualifications des anciens magistrats de Rome, de Carthage, de la Grèce, de la Perse, de la Chine, du Bas-Empire, etc., les noms de leurs principaux édifices et marchés publics, et d’un grand nombre d’objets d’antiquité.
6. Les noms des constellations, des divinités célestes, des dieux et des idoles adorés chez tous les peuples de la terre, les qualifications et les titres des prêtres ou sacrificateurs des divers cultes; les noms des fêtes anciennes et modernes, de celles des sauvages et des idolâtres, et de tout ce qu’il y a de plus curieux dans la Mythologie.
7. Les noms des mois des calendriers turc, hébraïque, arabe, athénien, romain, etc., en concordance avec le calendrier grégorien.
8. Les noms et termes des monnaies, des poids et mesures usités en Europe et dans les autres parties du monde, même de ceux qui sont usités parmi les sauvages, avec leur valeur correspondante à celle des monnaies, des poids, etc., de France.
9. Les noms des peuples anciens, des sociétés secrètes et sectes religieuses, françaises, juives, mahométanes, indiennes, celses, etc.
10. Un nombre considérable de termes recueillis des histoires, des romans, des voyages, ainsi que beaucoup de mots tirés du grec, du latin, de l’anglais, de l’espagnol, de l’italien, de l’allemand, du russe, etc., et appropriés à la langue française.
11. La prononciation des mots et l’application d’exemples dans les endroits où ils ont paru nécessaires.
12. Enfin, la rectification d’une multitude d’erreurs qui se sont glissées dans les autres Dictionnaires.

Ouvrage entièrement neuf, renfermant au moins 100.000 mots, présentant le dictionnaire le plus complet qui ait paru jusqu’à ce jour, et accompagné d’un dictionnaire géographique, d’une liste des personnes les plus remarquables, d’un précis de grammaire française, d’une méthode particulière sur l’art de ponctuer, d’une solution sur les participes déclinables, d’une synonymie, etc.